# 1983年全豪オープン
1983年 全豪オープン（1983ねんぜんごうオープン、Australian Open 1983）は、オーストラリア・メルボルン市内にある「クーヨン・テニスクラブ」にて、1983年11月29日から12月12日まで開催された。

## 大会の流れ
- 大会会場はメルボルン市内にある「クーヨン・テニスクラブ」の芝生コートで開催。
- 男子シングルスは「96名」の選手による7回戦制で行われ、シード選手16名を含む32名の上位選手は「1回戦不戦勝」（抽選表では“Bye”と表示）があった。女子シングルスは「64名」の選手による6回戦制で行われた。
- 混合ダブルスは、1970年から1985年まで競技の実施が中止されていた。したがって、記事中の「決勝戦の結果」に混合ダブルスはなく、4部門のみの記載になる。

## シード選手

### 男子シングルス
1. イワン・レンドル （準優勝）
2. ジョン・マッケンロー （ベスト4）
3. マッツ・ビランデル （初優勝）
4. エリオット・テルチャー （ベスト8）
5. ヨハン・クリーク （ベスト8）
6. ビタス・ゲルレイティス （2回戦＝初戦）
7. トマシュ・スミッド （ベスト8）
8. アンダース・ヤリード （4回戦）
9. ヘンリク・スンドストローム （2回戦＝初戦）
10. （試合開始前に棄権）
11. ブライアン・ティーチャー （3回戦）
12. ハンク・プフィスター （2回戦＝初戦）
13. クリス・ルイス （3回戦）
14. スティーブ・デントン （3回戦）
15. ティム・メイヨット （ベスト4）
16. ポール・マクナミー （4回戦）

### 女子シングルス
1. マルチナ・ナブラチロワ （優勝、2年ぶり2度目）
2. シルビア・ハニカ （ベスト8）
3. パム・シュライバー （ベスト4）
4. ウェンディ・ターンブル （ベスト8）
5. ハナ・マンドリコワ （2回戦）
6. ジーナ・ガリソン （ベスト4）
7. ビリー・ジーン・キング （2回戦）
8. ジョー・デュリー （ベスト8）
9. キャシー・ジョーダン （準優勝）
10. キャシー・リナルディ （1回戦）
11. エヴァ・プファッフ （3回戦）
12. カーリン・バセット （ベスト8）
13. クラウディア・コーデ＝キルシュ （3回戦）
14. バーバラ・ポッター （3回戦）
15. ヘレナ・スコバ （3回戦）
16. ロザリン・フェアバンク （3回戦）

## 大会経過

### 男子シングルス
準々決勝
- イワン・レンドル vs.  トマシュ・スミッド 7-6, 2-6, 6-1, 6-2
- ティム・メイヨット vs.  エリオット・テルチャー 6-4, 6-2, 3-6, 7-6
- マッツ・ビランデル vs.  ヨハン・クリーク 6-3, 6-4, 7-6
- ジョン・マッケンロー vs.  ウォリー・マスー 6-2, 6-1, 6-2

準決勝
- イワン・レンドル vs.  ティム・メイヨット 6-1, 7-6, 6-3
- マッツ・ビランデル vs.  ジョン・マッケンロー 4-6, 6-3, 6-4, 6-3

### 女子シングルス
準々決勝
- マルチナ・ナブラチロワ vs.  ジョー・デュリー 4-6, 6-3, 6-4
- パム・シュライバー vs.  カーリン・バセット 6-0, 6-1
- ジーナ・ガリソン vs.  ウェンディ・ターンブル 6-2, 7-6
- キャシー・ジョーダン vs.  シルビア・ハニカ 7-6, 7-5

準決勝
- マルチナ・ナブラチロワ vs.  パム・シュライバー 6-4, 6-3
- キャシー・ジョーダン vs.  ジーナ・ガリソン 7-6, 6-1

## 決勝戦の結果
- 男子シングルス： マッツ・ビランデル vs.  イワン・レンドル 6-1, 6-4, 6-4
- 女子シングルス： マルチナ・ナブラチロワ vs.  キャシー・ジョーダン 6-2, 7-6
- 男子ダブルス： マーク・エドモンドソン& ポール・マクナミー vs.  シャーウッド・スチュワート& スティーブ・デントン 6-3, 7-6
- 女子ダブルス： マルチナ・ナブラチロワ& パム・シュライバー vs.  ウェンディ・ターンブル& アン・ホッブズ 6-4, 6-7, 6-2